# Paksong
Paksong est une ville du sud du  Laos. Située sur le plateau des Bolovens, la ville fait partie de la province de Champassak et est le chef-lieu du district de Paksong. Elle est connue pour ses exportations de café.

## Galerie

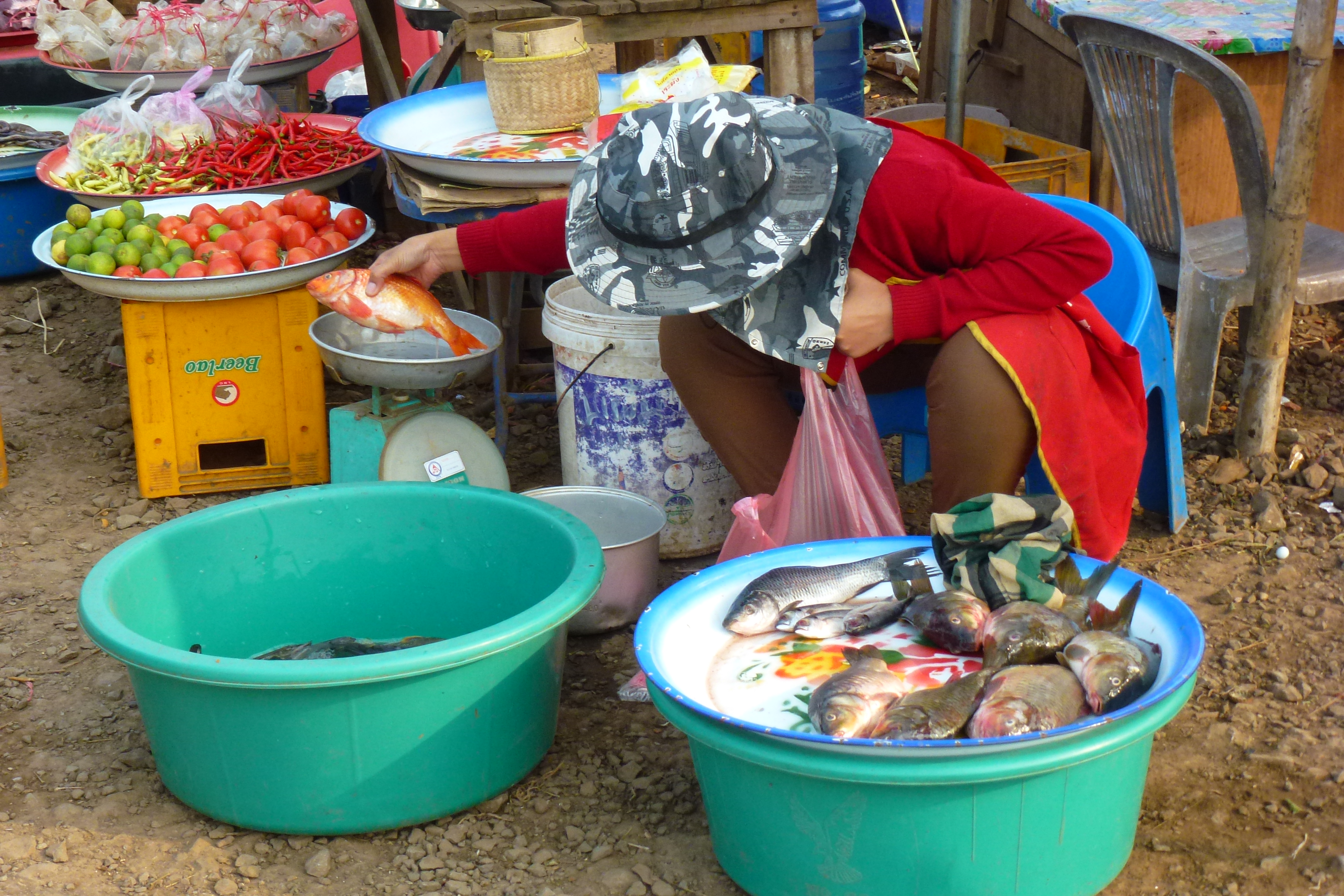
Marché de Paksong
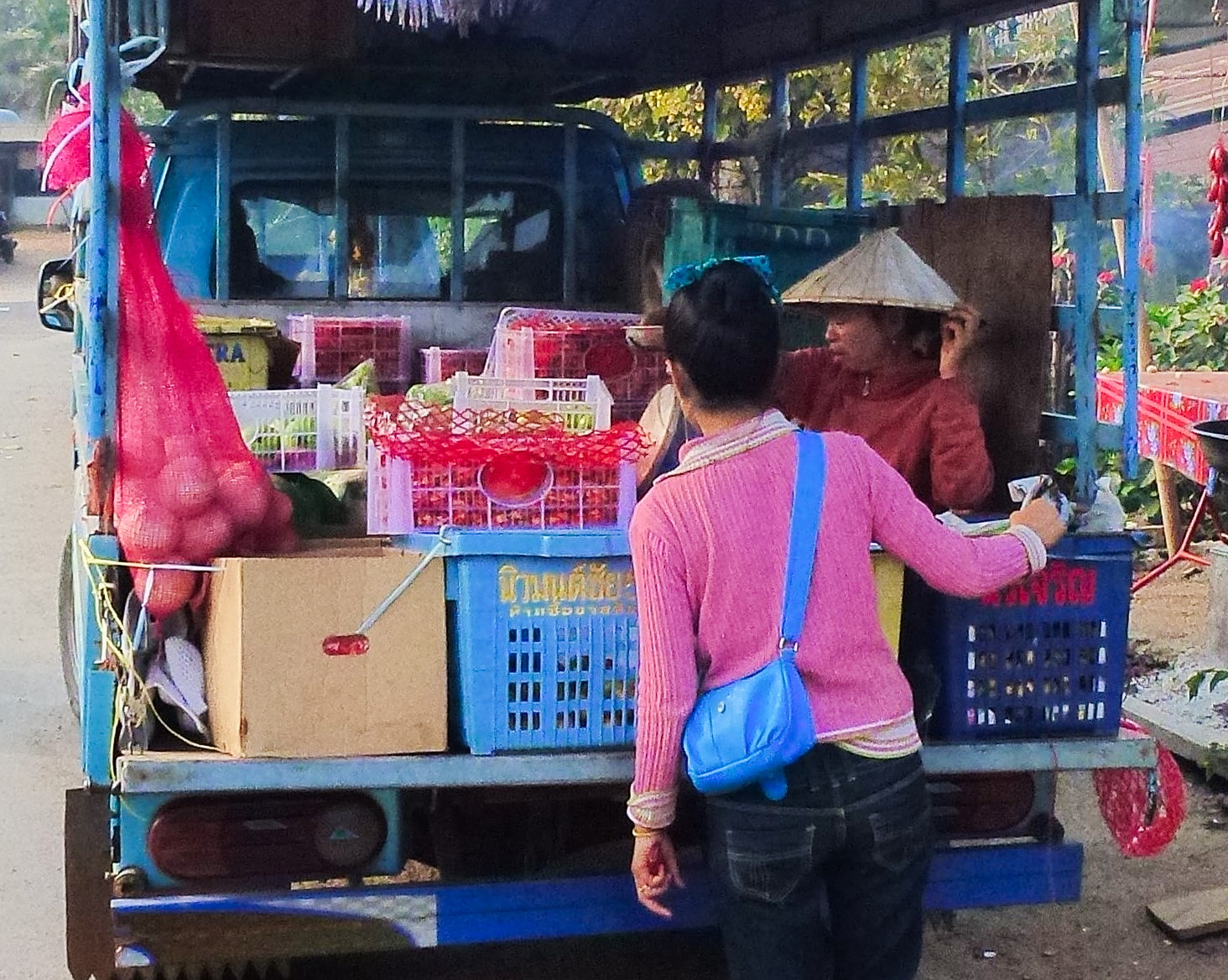
Marché de Paksong
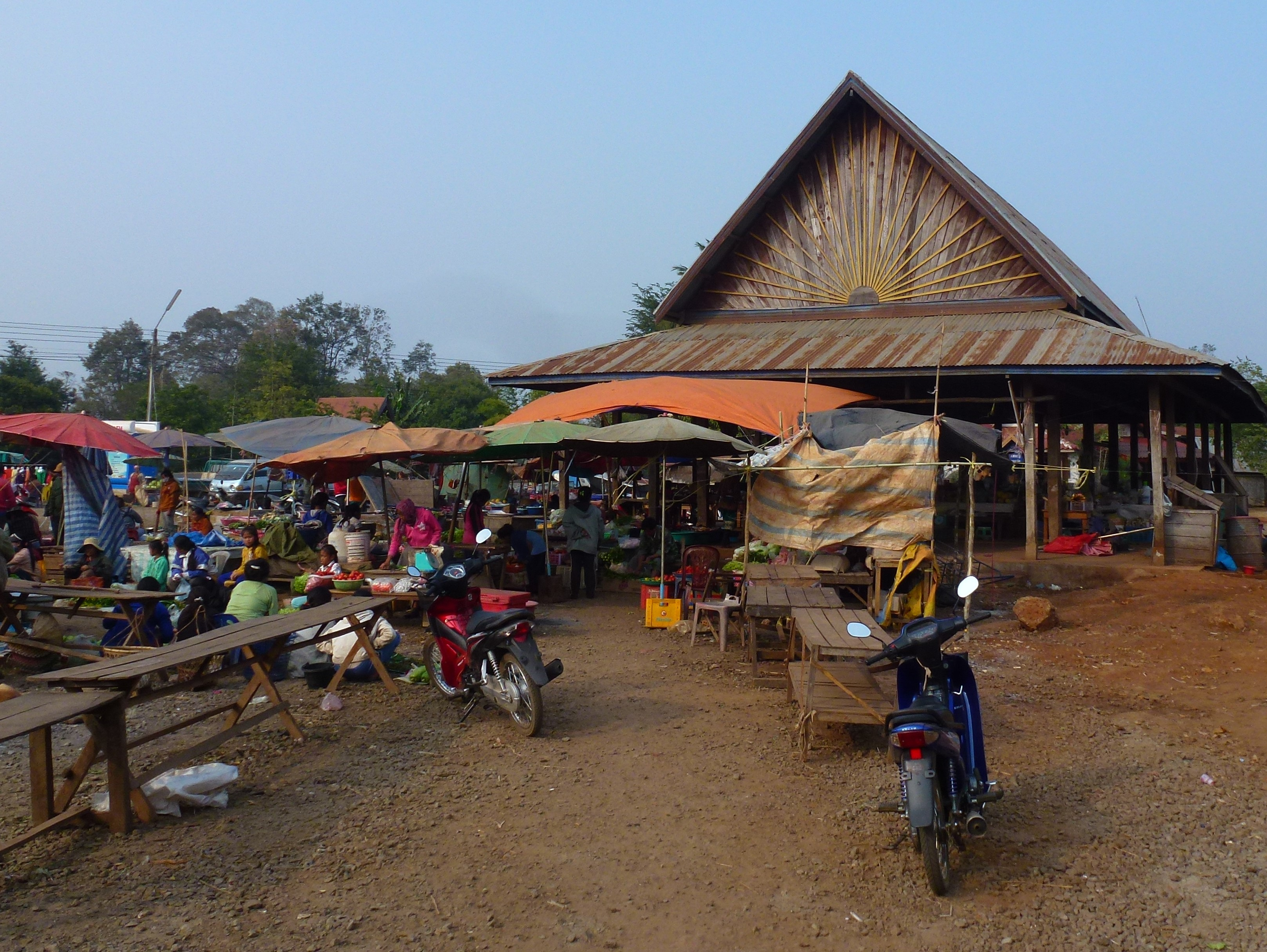
Marché de Paksong
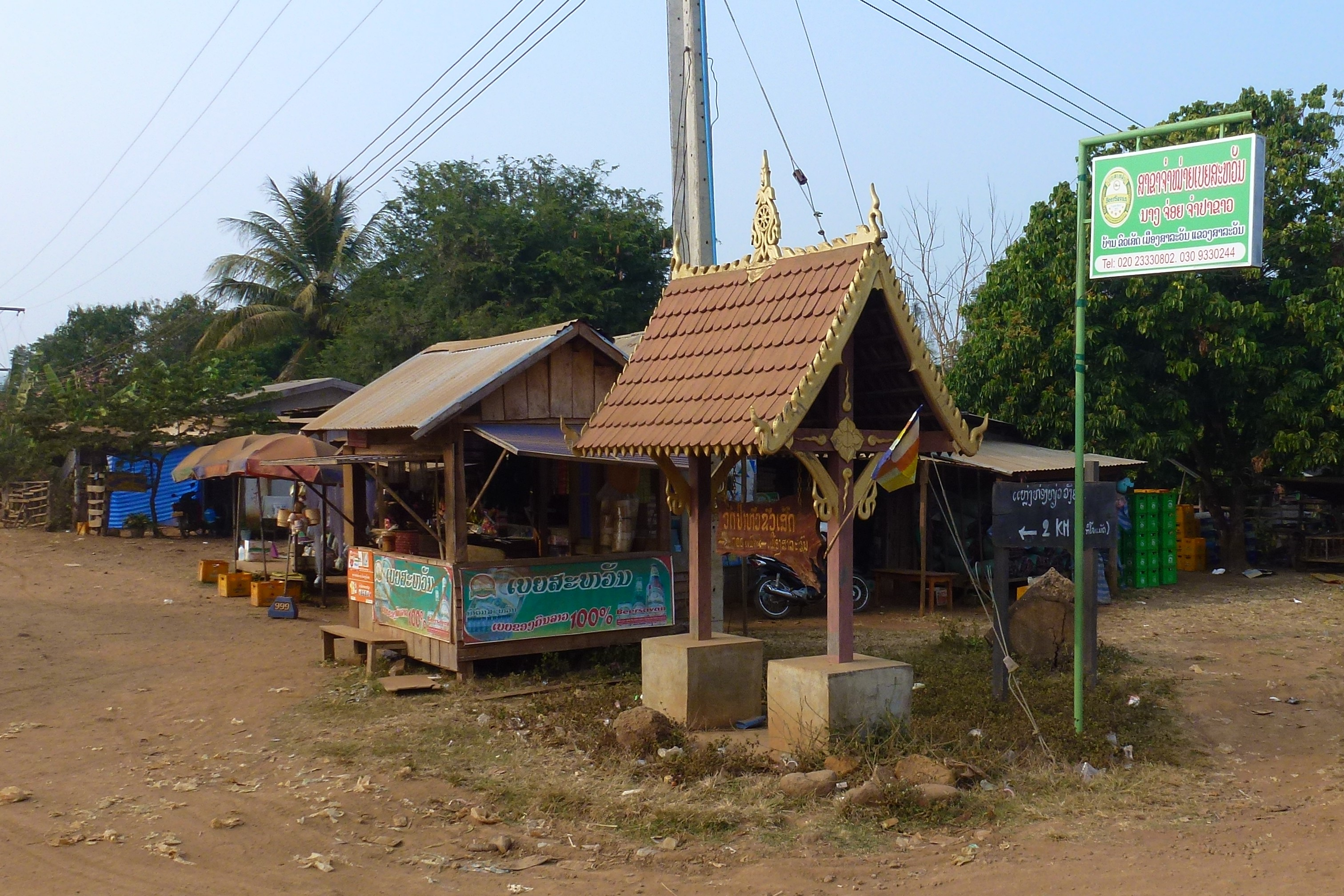
Marché de Paksong
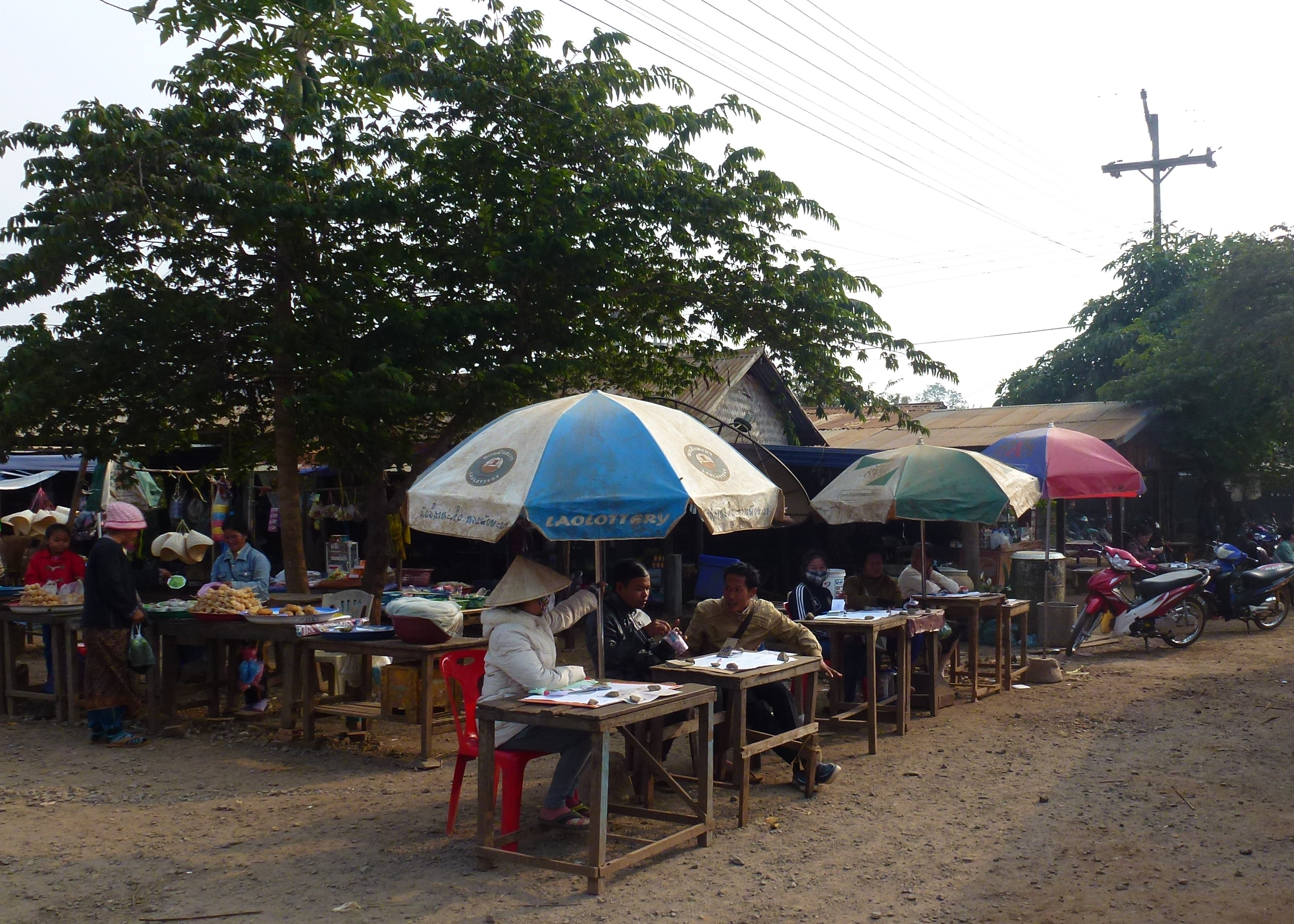
Marché de Paksong